# Erich Ollenhauer
Erich Ollenhauer (Magdeburgo, 27 marzo 1901 – Bonn, 14 dicembre 1963) è stato un politico tedesco.
Dal 1933, con l'ascesa al potere del Partito nazista, fino al 1945 si spostò in numerose città europee. A Londra ricevette rifugio e sostegno finanziario da parte del Partito Laburista  che dava aiuto ai tedeschi espatriati iscritti al Partito Socialdemocratico. Nel maggio del 1946 rientrò in Patria e fu eletto Vicepresidente del proprio partito in successione a Kurt Schumacher, uomo politico al quale era sempre stato molto vicino.
Nel 1949 fu eletto deputato del Bundestag della neonata Repubblica Federale Tedesca.
Dopo l'improvvisa morte di Schumacher nel 1952 fu chiamato a guidare l'SPD.
Alle elezioni del 1957 fu candidato alla carica di Cancelliere federale ma venne sconfitto da Konrad Adenauer.
Sostenne sempre la necessità di riunificare la Germania e propose nel 1957 di istituire un'Alleanza militare difensiva tra gli Stati europei guidata da una Germania unificata che fosse alternativa alla NATO ed al Patto di Varsavia. Tale proposta non trovò però credito nemmeno da parte dei propri compagni di partito e fu anzi da molti giudicata sovversiva.
Nel 1961 rifiutò di candidarsi nuovamente a Cancelliere preferendo dare il suo appoggio a Willy Brandt, Sindaco di Berlino Ovest.
Nel 1963 divenne Presidente dell'Internazionale Socialista. Svolse tale incarico per un periodo assai breve: la morte lo colse infatti inaspettatamente a Bonn nel Dicembre di quello stesso anno.